# Bathanthidium binghami
Bathanthidium binghami là một loài Hymenoptera trong họ Megachilidae. Loài này được Friese mô tả khoa học năm 1901.